# Yvonne Geurts
Yvonne Geurts (Brussel, 18 mei 1902 - 1952), ook bekend als Yvonne de Ligne, was een Belgisch schaatsster en kunstschaatsster.

## Levensloop
Geurts werd geboren in een vooraanstaande familie uit de Brusselse bourgeoisie. Ze begon heel vroeg met kunstschaatsen en gaf als tienjarige al exhibities, soms als voorprogramma van ijshockeywedstrijden. Ze was aangesloten bij Cercle de Patinage de Bruxelles en werd in 1914 Belgisch kampioene. Na de Eerste Wereldoorlog hervatte ze het kunstschaatsen en in 1920 werd ze opnieuw Belgisch kampioene door Gérardine Herbos te verslaan. Nadien stopte ze met kunstschaatsen, vooral door het gebrek aan ijsbanen in België en vooral in Brussel.
Ze trouwde met de zeven jaar oudere Charles de Ligne, een Brussels handelaar en tijdens de Eerste Wereldoorlog actief als cavalerist. In 1926 herbegon ze met kunstschaatsen door een volledige maand in het Zwiterse Sankt Moritz te gaan trainen bij Bror Meyer. Ook  begon ze deel te nemen aan internationale wedstrijden en competities, waaronder de wereldkampioenschappen van 1929, 1931, 1932, 1933 en 1936. Tevens nam ze zesmaal deel aan de Europese Kampioenschappen (met name in 1930, 1931, 1932, 1933, 1934 en 1935), alsook aan de Olympische Winterspelen van 1932 en 1936. Daarnaast was ze de eerste niet-Nederlandse die de Elfstedentocht uitreed.
Nadat ze hun sportieve carrière beëindigden runde het echtpaar een decoratiezaak in de Baljuwstraat te Elsene. Tijdens de Tweede Wereldoorlog werd het koppel actief in het verzet, waarbij ze tal van geallieerde piloten, parachutisten en geheim agenten Het Kanaal over loodsten. Tijdens deze periode leerde ze tevens de 14 jaar jongere Nederlandse kunstschaatser Jacob Hartog kennen, waarmee ze een romance begon. Hartog woonde op dat moment in Antwerpen. Wanneer haar echtgenoot hen in de gezinswoning op heterdaad betrapte werkte hij Hartog hardhandig buiten. Kort na de bevrijding van Brussel - op 14 november 1944 - werd haar echtgenoot in hun buitenverblijf te Sint-Genesius-Rode om het leven gebracht door middel van vier schoten in zijn buik die werden afgevuurd met een Duits geweer. Geurts verklaarde aan de politie dat de moord mogelijks een actie van de Gestapo was, gezien hun verzetsactiviteiten.
Tijdens het onderzoek werden evenwel liefdesbrieven gevonden in het appartement van Hartog, waaruit bleek dat het moordplan door hen was beraamd. De moord zelf werd uitgevoerd door Tervurenaar Armand Michiels, voor een bedrag van 100.000 Belgische frank. Ook had Geurts binnen de verzetsbeweging geruchten verspreid dat haar echtgenoot in contact stond met Duitse spionnen. Geurts werd in 1946 voor het hof van assisen van de provincie Brabant ter dood veroordeeld. Hartog kreeg een gevangenisstraf van drie jaar, maar overleed circa een jaar later aan tuberculose. Geurts' beroep bij het Hof van Cassatie werd in juli dat jaar verworpen.  De doodstraf werd omgezet in 20 jaar gevangenisstraf en na zes jaar werd ze in augustus 1951 op basis van de wet-Lejeune vrijgelaten. Enkele maanden nadien stierf ze ook.
In december 2019 verscheen in de RTBF-reeks Noir Jaune Rouge - Belgian Crime Story op La Première het luisterverhaal Le cri de la glace van Éric Russon, een fictieverhaal gebaseerd op de 'Affaire Geurts'.

## Resultaten
| Evenement                 | Locatie                            | Resultaat                 |
| Europese Kampioenschappen | Europese Kampioenschappen          | Europese Kampioenschappen |
| ------------------------- | ---------------------------------- | ------------------------- |
| EK 1930                   | Berlijn (Duitsland)                | 7e                        |
| EK 1931                   | Wenen (Oostenrijk)                 | 6e                        |
| EK 1932                   | Parijs (Frankrijk)                 | 6e                        |
| EK 1933                   | Londen (Verenigd Koninkrijk)       | 5e                        |
| EK 1934                   | Praag (Tsjechoslowakije)           | 7e                        |
| EK 1935                   | Sankt Moritz (Zwitserland)         | 9e                        |
| Wereldkampioenschappen    |                                    |                           |
| WK 1929                   | Boedapest (Hongarije)              | 6e (208.50 pt.)           |
| WK 1931                   | Berlijn (Duitsland)                | 8e (293.72 pt.)           |
| WK 1932                   | Montreal (Canada)                  | 6e                        |
| WK 1933                   | Stockholm (Zweden)                 | 8e                        |
| WK 1936                   | Parijs (Frankrijk)                 | 11e (334.34 pt.)          |
| Olympische Winterspelen   |                                    |                           |
| OS 1932                   | Lake Placid (Verenigde Staten)     | 6e (1942.5 pt.)           |
| OS 1936                   | Garmisch-Partenkirchen (Duitsland) | 18e (348.2 pt.)           |

### Belgische records
| Afstand    | Prestatie | Datum           | Locatie |
| ---------- | --------- | --------------- | ------- |
| 500 meter  | 1:04.70   | 13 januari 1934 | Davos   |
| 1000 meter | 2:09.90   | 13 januari 1934 | Davos   |